# IBM NORC

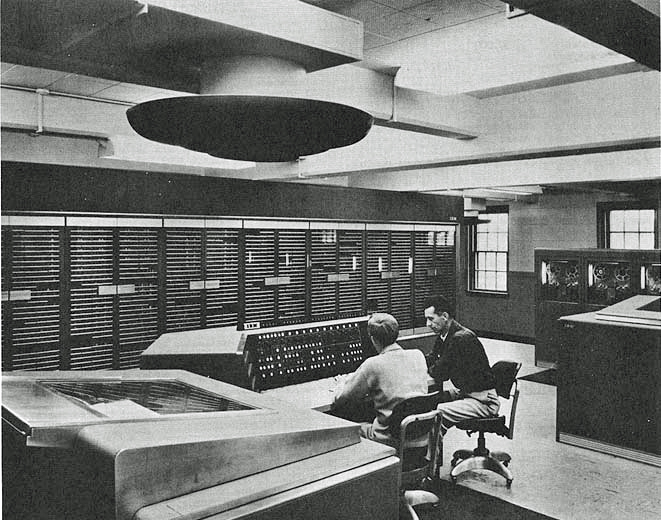
NORC

IBM Naval Ordnance Research Calculator (NORC)は、IBMがアメリカ海軍装備局のために開発した真空管式コンピュータである。1954年12月に稼働し、当時としては最も強力なコンピュータであった。NORCは、ウォーレス・ジョン・エッカートの指揮の下で、IBMワトソン科学計算研究所で作られた。
NORCは、1954年12月2日にアメリカ海軍に納入された。納入式では3089桁の円周率が計算され、当時の世界記録となった。計算に要した時間はわずか13分だった。1955年、NORCはバージニア州ダールグレンの海軍試験場に移された。1958年により近代的なコンピュータが導入されるまで、このコンピュータがメインのコンピュータとして使用された。このコンピュータは、1968年まで使用され続けた。その設計は、IBM 701やそれに続くIBM 700シリーズに影響を与えた。

## 技術
このマシンは元々は静電管（ウィリアムス管）をメモリに使用しており、8マイクロ秒のアクセス時間で2000ワードを格納していた。各ワードは16桁の10進数で構成され、各桁を表すために4ビットとモジュロ4のエラーチェックビットに2ビット使用していた。1つのワードには、符号と2桁のインデックスを持つ13桁の数字、または1つの命令を格納することができる。NORCでは、メモリとして66本の静電管を4セット並列に使用した。66本の静電管はそれぞれ500ワードのうちの1ビットを記憶していたので、4セットの66本の静電管のそれぞれは20000ワードを記憶していた。ウィリアムス管のアドレッシング回路をアップグレードすることで、1本あたりのメモリを500ビットから900ビットに拡張することができ、ウィリアムス管を追加することなく総メモリを3600ワードに拡張することができた。
ある時点で、ウィリアムス管メモリは、アクセス時間が8マイクロ秒の2万ワードの磁気コアメモリに置き換えられた。
NORCの演算速度は15,000回/秒だった。加算は15マイクロ秒、乗算は31マイクロ秒、除算は227マイクロ秒を要した（メモリアクセス時間とチェックを除く）。倍精度演算も可能だったが、たまにしか使用されなかった。
メインのハードウェアは1982個のフィールド交換可能ユニットで構成されており、それぞれのユニットには通常、数本の真空管とそれに付随する電子機器が搭載されていた。フィールド交換可能ユニットは62種類あったが、半分の回路はそのうちの6種類しか使用しておらず、80%の回路は18種類しか使用していなかった。
コンピュータは3系統で1300本の真空管が使用されており、NORCでは合計9800本の真空管と1万個の水晶ダイオードが使用されていた。
NORCには、IBM 701のテープドライブに似た8基の磁気テープユニットが搭載されていた。リールは直径8インチで、金属製の16mmフィルムリールに外観が似ていた。701のテープドライブとは異なり、マシンの表面には操作パネルはなく、代わりにテープのロード、巻き戻し、アンロードなどを開始するためのボタンがマシンの前面上部に配置されていた。ドライブは、毎秒71,500文字を読み書きすることができた。毎分150行の印刷が可能なプリンタを2台搭載していたが、2台を同時に使用することはできなかった。また、毎分100枚のカードを読むことができるカードリーダがあり、1枚のカードには4ワードが保存できた。
ブラウン管と35mmフィルムの映画用カメラで構成された表示装置を備えていた。これは、ブラウン管の映像をカメラで撮影し、現像・定着処理を経て、撮影の約12フレーム後に背面映写スクリーンに投影される。大量のデータをフィルムにテキストとして記録することも可能で、研究所の職員は、重要なデータの記録に明らかな誤りがないか、暗い部屋でフィルムをスキャンしながら残業することもしばしばあった。

## 賞と栄誉
小惑星のThe NORC（小惑星番号1625）は、NORCによって当時の小惑星等の精巧な軌道計算が行われたことにちなんで、ポール・ヘルゲットによって命名された。